# Maison Malfroy
Maison Malfroy est un fabricant français de foulards en soie basé à Lyon, considérée comme la capitale française de la soie,,.

## Histoire
Maison Malfroy est fondée en 1939 par André Malfroy et Jean Million, qui ouvrent un atelier de création de foulards de soie, imprimés en sérigraphie. Avant cela, la famille Malfroy travaille déjà dans la soie depuis la fin du XIXe siècle.
À l’origine, l’entreprise utilise la technique d’« impression au cadre » pour ses foulards[source insuffisante].
Au fil des années, la Maison acquiert une renommée nationale et internationale pour ses foulards en soie. Restée familiale, chaque génération préserve le cœur du métier tout en élargissant l’expertise, intégrant la laine et le coton à ses collections.
En 1991, la société transfère ses installations à Saint‑Genis‑Laval, en banlieue lyonnaise, afin de se développer.
Deux ans plus tard, elle rachète Delacquis, atelier de tissage spécialisé dans la laine et le jacquard, ajoutant le tissage jacquard à son savoir‑faire,.
En 2000, Maison Malfroy cède son usine d’impression de tissus (SIB) au groupe Hermès.
La même année, elle ouvre un studio de création.
À la fin du XXe siècle, l’entreprise modernise ses procédés tout en conservant des finitions artisanales comme le roulotté main.
Dans les années 2000, la troisième génération prend la direction et introduit de nouvelles techniques d’impression, élargissant la palette de couleurs et la précision des motifs[source insuffisante].
La Maison expose régulièrement sur des salons internationaux tels que Première Vision (Paris), Mode (Tokyo) et le London Textile Fair à Londres.
Son studio crée des foulards pour des maisons de luxe comme Givenchy, Guy Laroche, Moschino ou Sonia Rykiel, tout en développant ses propres collections[source insuffisante].

## Production
Maison Malfroy fabrique des foulards en soie (carrés), ainsi que des étoles et des châles.
Les modèles sont dessinés en interne et majoritairement confectionnés en France ou en Italie, avec roulotté main de type « roulotté français ».
La « Collection Musée » reproduit des œuvres de Paul Gauguin, Claude Monet, Vincent van Gogh, Paul Cézanne, Gustav Klimt et Henri de Toulouse‑Lautrec.